# Thlaspi bulbosum
Thlaspi bulbosum là một loài thực vật có hoa trong họ Cải. Loài này được Spruner ex Boiss. miêu tả khoa học đầu tiên năm 1843.